# Bolchaïa Arat
Bolchaïa Arat (en russe : Большая Арать) est un village de Russie situé dans le raïon (arrondissement) de Gaguino de l'oblast de Nijni Novgorod, siège administratif du conseil rural de Bolchaïa Arat (qui comprend outre Bolchaïa Arat 14 autres villages).

## Géographie
Le village se trouve au bord de la rivière Aratka à l'est de Gaguino. Il vit essentiellement d'agriculture.

## Histoire
Bolchaïa Arat faisait partie sous l'Empire russe au début du XXe siècle de la volost d'Arat (qui comprenait Malaïa Arat et Bolchaïa Arat à une verste de distance) de l'ouïezd d'Arzamas (ville située à 58 verstes au nord-est) dans le gouvernement de Nijni Novgorod. Il y avait alors 2 590 habitants, deux auberges, dix moulins à vent et une distillerie.
L'église de la Transfiguration-du-Sauveur est construite en briques en 1876. Elle est fermée dans les années 1930 par les autorités communistes et sert de grange et de remise de machines agricoles. Elle est restaurée à partir de 2011,. Elle dépend aujourd'hui du doyenné de Bolchoïe Boldino de l'éparchie de Lyskovo.
Entre Bolchaïa Arat et Tchoufarovo, l'on trouvait le manoir de Mikhaïl Fadeïevitch Chimkevitch, père du zoologiste et recteur de l'université de Saint-Pétersbourg, Vladimir Chimkevitch. Il était entouré d'une forêt qui s'appelle aujourd'hui la forêt Chimkev.
Bolchaïa Arat était connu avant 1917 pour son marché du vendredi où venaient les gens des villages environnants. Le marché (dit bazar) se tenait au milieu du village, sur la place en face de l'église. Cette partie du village s'appelle toujours bazar en souvenir de ce marché.

## Infrastructure
Bolchaïa Arat dispose d'un hôpital de soixante lits.

## Population
Le nombre d'habitants vivant à l'année à Bolchaïa Arat était de 539 personnes en 2010. La population augmente pendant la belle saison avec les résidents de datchas.